# 명학초등학교
명학초등학교는 대한민국 경기도 안양시 만안구에 있는 공립 초등학교이다.

## 학교 연혁
- 1976년 11월 6일 : 명학국민학교 설립 인가
- 1978년 3월 1일 : 초대 이계원 교장 취임
- 1978년 3월 1일 : 명학국민학교 개교 (13학급)
- 1981년 5월 5일 : 명학국민학교 병설유치원 개원 (2학급)
- 1996년 3월 1일 명학초등학교로 교명 변경
- 2019년 11월 4일 : 체육관 및 급식실 개관
- 2021년 3월 2일 : 입학식 및 시업식
- 2021년 3월 2일 : 16학급, 특수학급 1, 유치원 1학급
- 2021년 9월 1일 : 양선미 교장선생님 부임

## 참고 자료
- 명학초등학교 - 한국교육학술정보원 학교알리미